# Initiațiva Feministă (Suedia)
Inițiativa Feministă este un partid politic radical și feminist din Suedia. A fost înființat în 2005 de către feministele din mișcarea femeilor, mișcarea  LGBT și mișcarea antirasistă, precum și studenți, cadre universitare, politicieni și activiști. Inițiativa feministă (abreviată FI, Fi sau F!) Este un partid politic feminist radical din Suedia.  Partidul a fost format (dintr-un grup de presiuni anterior denumit Grupp 8). De la primele alegeri în 2006, când partidul a câștigat 0,7% din voturi, sprijinul pentru partid a crescut la 3,2% din voturile din alegerile din 2014. Astăzi partidul are sedii în 13 municipalități din Suedia. În alegerile pentru Parlamentul European, partidul a avut 5,5 procente din voturi, câștigând un loc și care are loc în cadrul comisiilor LIBE, AFET și DROI, și a aderat la grupul politic al Social Democraților . În prezent președintele acestui partid este Gudrun Schyman.

## Istoric

### Formarea grupului de presiune
Grupul 8 (în suedeză: Grupp 8) a fost o organizație feministă din Suedia, fondată de opt femei în Stockholm, în 1968.Gruparea radicala feminista a luptat pentru drepturile femeilor facandu-se auzite prin organizarea de proteste pe această temă. Organizația a abordat diverse probleme feministe, cum ar fi: solicitări pentru extinderea grădinițelor, o zi lucrătoare de 6 ore, muncă egală și opoziție față de pornografie. Inițial, organizația sa aflat la Stockholm, dar mai târziu au fost înființate grupuri locale în întreaga țară. Deși Grup 8 sa dizolvat la începutul anilor 2000, influența lor asupra feminismului în Suedia este încă dominantă. Cei opt fondatori inițiali ai organizației au fost Barbro Back Berger, Birgitta Bolinder, Gunnel Granlid, Birgitta Svanberg, Greta Sörlin, Ulla Torpe, Anita Theorell și Asa Åkerstedt.     

### Formarea partidului politic (2005)
După introducerea grupului de presiune, către publicul larg, lucrurile au avansat  rapid. Inițiativa Feministă a fost la început o organizație formată pe baza acestui grup. Agenda asociației a inclus trei decizii importante: stabilirea unui partid politic, Formularea unei agende a partidului și aspectele organizatorice. La data de 9 septembrie 2005 în Örebro are loc inaugurarea noului partied dar și susținerea faptului că în 2006 vor participa la alegerile parlamentare.
Mass-media și-a concentrat, de asemenea, atenția asupra a ceea ce a fost numit "decizia de campanie de abolire a căsătoriei" și a parteneriatelor de coabitare actuale recunoscute de stat și, în schimb, introducerea unui nou Act de coabitare (în suedeză: sammanlevnadsbalk) care ar include un nou statut juridic pentru relațiile private între mai mult de două persoane, indiferent de sex, eventual deschizând pentru poligamie. În realitate, decizia era de a extinde legea căsătoriei, astfel încât să includă orice formă de conviețuire voluntară. 
În 2005, Jane Fonda și Eve Ensler au susținut FI prin participarea la turneul electoral din Suedia.   Fonda a donat, de asemenea, 400.000 de coroane suedeze pentru campanie.  
În iulie 2010, partidul a ars 100.000 de coroane suedeze (13.000 $, 8.500 de lire sterline) într-un protest împotriva salariilor inegale. FI a dorit să atragă atenția asupra propunerii sale privind un fond guvernamental pentru remunerarea egală. Banii care au fost arși au fost donați de agenția de publicitate Studio Total, iar evenimentul a devenit public în toată lumea.
În iulie 2016, partidul a anunțat că susține oficial mișcarea Black Lives Matter.

### Primul comitet executiv
Primul Comitet Executiv a fost  format din Ann-Marie Tung, Anna Jutterdal, Cecilia Chrapkowska, Gudrun Schyman, Helena Brandt, Lotten Sunna, Maria Jansson, Monica Brun, Monica Amante, Sandra Andersson, Sandra Dahlen, Sofia Karlsson și Tiina Rosenberg.

## Activități
- Colaborarea cu membrii  feminini ai  altor partie politice in scopul de a promova drepturile omulu si combaterea discriminarii  pe  gen , etnie, rasa, sex,orientare sexual, credinta, clasa social
- Sustinerea miscarilor feminite  pe toata aria Europie
- Consiliere in domeniul politici pe formarea  de noi  partide
- Prezentarea strategiilor feministe si adaptarea acestora  in diverse contexte nationale si international

## Obiective
- Sensibilizarea si informarea in randul partidelor politice legat de egalitatea de sanse intre femei si barbate
- Protejarea democratiei
- Sacaderea numarului de abuzuri sexuale si violenta domestica[7]
- Cresterea numarului de partied politice ce au pe agenda dimensiunea de gen